# 新羅坊
新羅坊，是統一新羅時代入唐的新羅人聚居地的稱呼，也是唐與新羅往來的中心地。

## 開設
新羅統一朝鮮半島後海上活動頻繁，因要方便與唐和日本進行海上貿易活動，他們在中國海岸聚眾居住，稱為新羅坊。
這些新羅坊多分布於山東和江蘇一帶，最有名的是張保皐，這些新羅人內部自治，他們的行政機關稱新羅所。